# マルコム・アーノルド

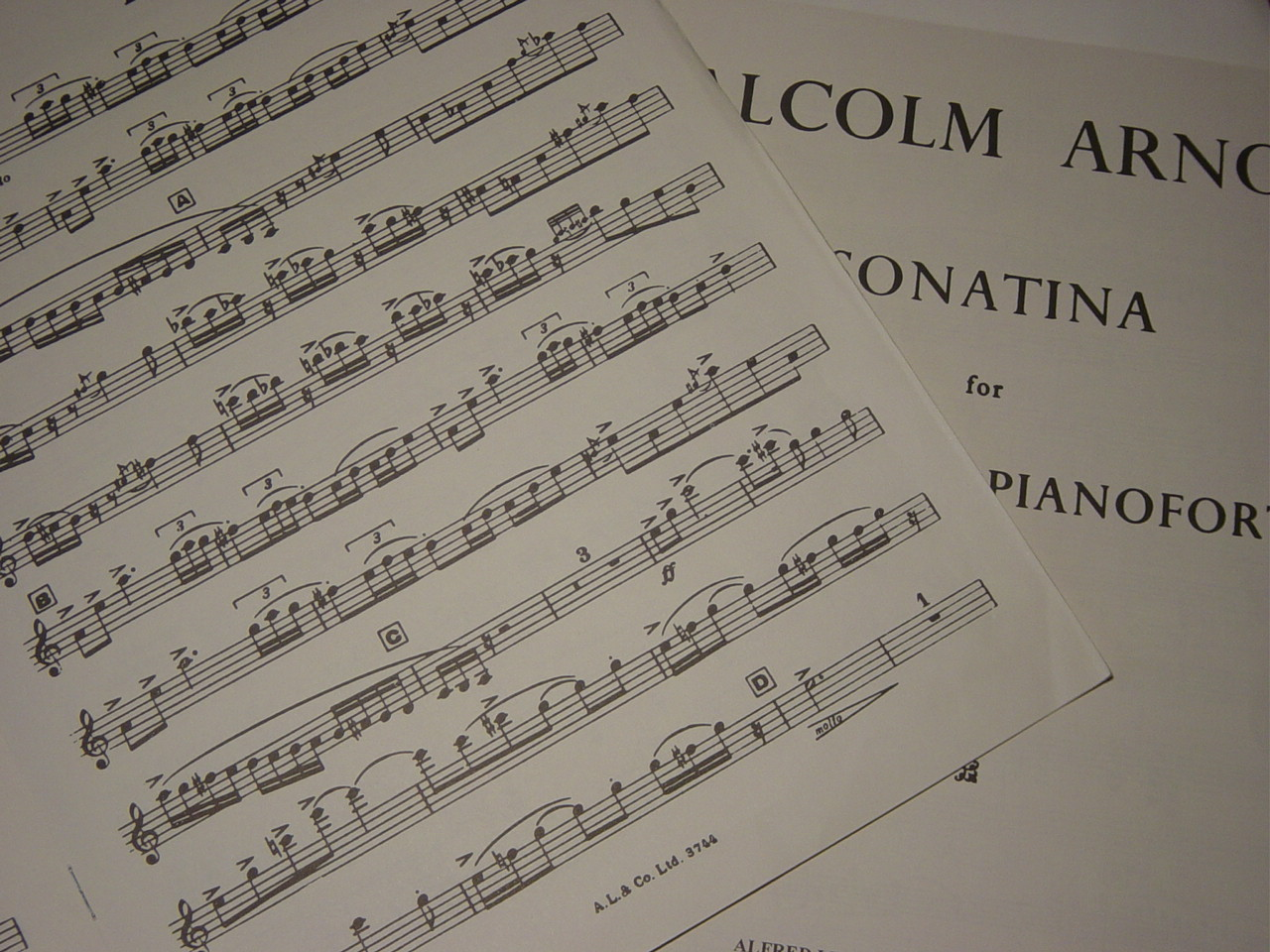
クラリネットとピアノのためのソナチネ op. 29

サー・マルコム・ヘンリー・アーノルドCBE（Sir Malcolm Henry Arnold CBE、1921年10月21日 - 2006年9月23日）は、イギリスを代表する作曲家の一人として広く知られる。近代イギリス音楽において重要な地位を確立した人物である。

## 音楽家としての経歴
作曲家として本格的な活動を開始する以前は、卓越したトランペット奏者として活躍した。1941年にはロンドン・フィルハーモニー管弦楽団に入団し、その才能を発揮。翌1942年には、同楽団の首席トランペット奏者に抜擢されるという異例の速さでその地位を確立した。

## 作風の特徴
アーノルドの音楽作品の最大の魅力は、ウィリアム・ウォルトンの音楽的系譜を受け継ぐ、明快さと機知に富んだリズムと旋律にあると言えるでしょう。それに加え、聴衆を圧倒するような迫力に満ちたオーケストレーションも彼の作風を特徴づける重要な要素である。

## 作曲家としての業績
映画音楽の分野においても数々の功績を残しており、特に1957年の映画『戦場にかける橋』では、その卓越した音楽によってアカデミー作曲賞を受賞した。また、同映画で使用されたケネス・アルフォード作曲の行進曲『ボギー大佐』を世界的に知らしめた功績も大きい。管弦楽曲、室内楽曲、協奏曲など多岐にわたるジャンルの作品を手がけ、9つの交響曲を作曲した。その功績が認められ、1993年には大英帝国勲章（CBE）が授与され、ナイトの称号を得て勲爵士に叙任された。

## 晩年と死
晩年は認知症などの病に苦しみ、闘病生活を送った。2006年9月23日、イングランド東部ノーフォークの病院において、肺感染症により逝去。84歳であった。

## 主要作品

### 交響曲
- 交響曲第1番
- 交響曲第2番
- 交響曲第3番
- 交響曲第4番
- 交響曲第5番
- 交響曲第6番
- 交響曲第7番
- 交響曲第8番
- 交響曲第9番

### 管弦楽曲
- 「ベッカス・ザ・ダンディプラット」序曲（Beckus the Dandipratt Overture）
- 序曲「ピータールー」（Peterloo Overture）
- 「タム・オ・シャンター」序曲（Tam O'Shanter Overture）
- 狂詩曲「サウンド・バリアー」（超音ジェット機）（Rhapsody the Sound Barrier） - 同名の映画音楽から改作
- バレエ「女王への忠誠」（Ballet: Homage to the Queen）
- バレエ「スウィーニー・トッド」（Ballet: Sweeny Todd）
- 4つのイングランド舞曲 第1集、第2集（Four English Dances Set I & II）
- 4つのスコットランド舞曲（Four Scottish Dances） - 1曲目に冗談エンドが入っていることで有名
- 4つのコーンウォル舞曲（Four Cornish Dances）
- 4つのアイルランド舞曲（Four Irish Dances）
- 4つのウェールズ舞曲（Four Welsh Dances）
- バレエ「孤独」（The Soltaire） - イングランド舞曲第1集、第2集に、新たに作曲したサラバンド（Sarabande）、ポルカ（Polka）を加え改編
- 小組曲第1番 作品53（Little Suite No.1）
- 小組曲第2番 作品78（Little Suite No.2）
- 大大序曲（A Grand Grand Overture） - 電気掃除機やライフルなどが使用される。なお、登場する3台の電気掃除機、1台の床磨き機は、スコアではメーカー・型番・ピッチまで指定される。
- 「レオノーレ」序曲第4番 （Leonore Overture No.4）
- 「コモンウェルスのクリスマス」序曲（Commonwealth Christmas Overture）
- フィルハーモニック・コンチェルト（Philharmonic Concerto）
- サセックス・オーヴァチュア（A Sussex Overture）
- 序曲「煙」（The Smoke Overture）
- フェア・フィールド序曲（The Fair Field Overture）
- 交響的習作「マシーンズ」（Symphonic Study, Machines）
- ギップスの主題による管弦楽変奏曲（Variations For Orchestra On A Theme Of Ruth Gipps）

### 吹奏楽曲
- 行進曲「H.R.H. ケンブリッジ公」（H.R.H. The Duke Of Cambridge）
- 行進曲「オーヴァーシーズ」（Overseas）

### ブラス・バンド曲
- ブラス・バンドのための幻想曲（Fantasy for Brass Band）
- パドストウの救命ボート（The Padstow Lifeboat）
- 小組曲第1番 作品80（Little Suite No.1）
- 小組曲第2番 作品93（Little Suite No.2）
※小組曲は、上述の管弦楽曲（作品53、78）とは全く別の曲である。

### 協奏曲
- 2台三手のためのピアノ協奏曲（Concerto for Piano 3hands）
- ホルン協奏曲第1番、第2番
- トランペット協奏曲
- クラリネット協奏曲第1番、第2番
- フルート協奏曲第1番、第2番
- オルガン協奏曲
- リコーダー協奏曲
- オーボエ協奏曲
- ヴィオラ協奏曲
- ギター協奏曲
- 28奏者のための協奏曲（Concerto for 28 Players）
- ハーモニカ協奏曲

### 映画音楽
- 盗まれた顔(1952年)（Stolen Face）
- 超音ジェット機(1952年)（The Sound Barrier）
- 地中海夫人(1953年)（The Captain's Paradise）
- ホブスンの婿選び(1954年)（Hobson's Choice）
- 空中ぶらんこ(1956年)（Trapeze）
- 戦場にかける橋(1957年)（The Bridge on the River Kwai）
- 鍵(1958年) (The Key)
- 自由の大地(1958年)（The Roots of Heaven）
- 六番目の幸福(1958年)（The Inn of the Sixth Happiness）
※吹奏楽用の編曲版などで、「第六の幸福（幸運）をもたらす宿」の訳が用いられることもある。
- 去年の夏突然に(1959年) (Suddenly Last Summer)
- 汚れなき瞳(1961年)（Whistle Down the Wind）
- ダイナミック作戦(1961年)(On the Fiddle)
- 脱走(1962年)(The Inspector)
- ライオン(1962年)　(The Lion)
- 暗殺5時12分 (1963年)(Nine Hours to Rama)
- ドーヴァーの青い花(1964年)(The Chalk Garden)
- 大突撃(1964年)(The Thin Red Line)
- テレマークの要塞 (1965年)(The Heroes of Telemark)
- 野獣狩り　カウボーイスタイル(1967年)(Africa: Texas Style)
- さすらいの旅路(1970年)（David Copperfield）

その他、多数の室内楽曲及び、少数のピアノ独奏曲、合唱曲、劇音楽、オペラなどがあり、ほとんど全てのジャンルの作曲を手がけた。